# 黑梢小沙丁魚
黑梢小沙丁魚為輻鰭魚綱鲱形目鲱科小沙丁鱼属的其中一種，分布於印尼海域，棲息深度可達50公尺，體長可達12.6公分，棲息在沿海海域，成群活動，可做為食用魚。